# 香港人被拒入境澳門事件
香港人被拒入境澳門事件是指部分香港政治人物、學者、記者在入境澳門時被澳門政府以干犯澳門《內部保安綱要法》為由拒絕入境後驅逐出境的一系列事件。香港民主派对此感到強烈不滿，認為澳門政府打壓入境自由，並认為当局是为了阻止香港民主派与澳門民主派進行合作和串連。另外，香港政府亦曾拒絕近2100名澳門居民入境香港。
2009年12月10日開始，港澳互免入境申報表協議正式啟動，合資格的澳門永久性居民只須憑澳門身份證即可前赴香港逗留180天。赴港申報表也於同日起永久停用。

## 引用條文
被拒入境事件的所有個案均是澳門治安警察局出入境事務廳引用《內部保安綱要法》向有關人士拒絕入境，但出入境事務廳並沒有表示有關人士是干犯哪一條條文，但有關人士普遍認為是「干犯」該法第三章第17條第四款的「阻止對依法被視為不受歡迎或對內部保安的穩定構成威脅的非本地居民進入澳門特別行政區，或者將其驅逐出境」（簡稱「禁澳令」） 。
絕大多數曾被拒入境的人士，於人生餘下的時間都未能再度成功，基本上如同被一生列入黑名單。

## 時序

### 導火線

#### 隱性導火線
2008年6月12日，陳巧文擬經澳門前往澳洲入境澳門時被以違反《內部保安綱要法》第17條而拒絕入境。同年11月15日，香港民主動力召集人、支聯會副主席蔡耀昌前往澳門探訪朋友時也被以違反《內部保安綱要法》為由拒絕入境；同月29日民主中國陣線副主席秦晉以及中國工黨副主席陳勁松擬到澳門出席一個論壇時被澳門當局拒絕入境。
2008年12月20日，香港泛民主派代表前往澳門出席反對澳門《維護國家安全法》立法遊行；當日大概12時半在外港碼頭入境澳門時，梁家傑、何俊仁、劉慧卿、何秀蘭、李卓人、梁國雄、李永達、甘乃威、曾健成、古思堯等合共24人被安排在拘留室扣查，其間三名澳門治安警察局警察及一名出入境事務廳職員指他們干犯澳門《內部保安綱要法》而不准入境情況下遣返香港；及至下午5時公民黨黨魁余若薇入境澳門時也被同樣理由被遣返香港。。澳門治安警察局副警務總監李小平於下午發出的新聞稿中指出澳門當局有責任拒絕不符入境條件的人士入境澳門以維護澳門公共秩序及社會安寧，因此根據《內部保安綱要法》禁止24名香港泛民派人士入境澳門；未幾，澳門特區政府隨即發出新聞稿表示「特區政府根據《澳門基本法》第23條自行立法維護國家安全，履行本身的憲政責任，是特區的內部事務」而拒絕有關人士的入境。同日，香港政制及內地事務局局長林瑞麟表示尊重澳門政府當局的決定。
2009年1月10日及11日，曾智財、王金海等多名內地港商投資權益關注組成員、香港雷曼迷債之中的12名事主、梁國雄連同香港四五行動及社會民主連線成員8人分別前往澳門欲向正在澳門訪問的中共中央政治局常委、國家副主席習近平遞交請願信、請願及示威，惟在入境澳門時被澳門警方以干犯《內部保安綱要法》遣返香港。及至28日，香港東區區議員古桂耀到澳門旅遊入境時遭到澳門入境職員扣查並以違反《內部保安綱要法》把他遣返香港。

#### 正導火線
2009年1月30日，香港立法會議員馮檢基及其友人前往澳門旅遊，惟在入境時也被澳門警方以《內部保安綱要法》遣返香港。同月18日，擬採訪歐文龍貪污案的《南華早報》攝影記者王智強早上8時入境澳門時被澳門警方以《內部保安綱要法》拒絕入境澳門；及後，香港記者協會發出新聞稿中希望澳門當局給予解釋及關注香港傳媒駐澳記者及其他臨時前往澳門採訪之香港記者的新聞自由。
同年2月27日，香港大學法律學院院長陳文敏擬前往澳門出席法學研討會，但在入境時也被以《內部保安綱要法》拒絕入境；翌月3日，香港大學社會工作及社會行政學系副教授羅致光擬應邀在澳門大學的學術講座，惟也被澳門入境職員也以相同理由遣返香港；同日，香港立法會議員馮檢基與民協主席廖成利訪澳時也遭到拒絕入境。

### 質詢及跟進
2009年2月18日，香港立法會多名泛民主派議員就事件提出口頭質詢時，香港保安局局長李少光回應時表示對事件感到「不自在」，但香港政府也要尊重澳門政府當局決定；他並表示曾致電至澳門保安司司長張國華了解拒絕入境事件的做法是引用澳門《內部保安綱要法》，並向李少光重申「不存在任何黑名單」。同月27日，香港泛民主派人士因應學者、教授、記者也被拒絕入境而覺得澳門當局的做法已經達到「瘋狂」層次。
2009年3月4日，香港立法會就事件的嚴重性進行休會辯論；辯論中，民建聯等親政派的議員也批評澳門當局的做法，並表示香港政府無何避免及要作出反擊外，也要為事件升級；而曾任保安局局長的香港立法會議員葉劉淑儀表示事件並不尋常及非常嚴重並且達到無稽程度，她還表示這不是局長層次可以處理的問題，因此應當向司長以至行政長官提出及處理。」同日，澳門行政長官何厚鏵在北京被香港傳媒追訪時表示澳門警方是按照法律辦事，並不清楚事件情況以及事件和《維護國家安全法》（《澳門基本法》二十三條）立法完全毫無關連。翌日，香港行政長官曾蔭權表示已經向澳門行政長官何厚鏵表達香港市民及其政府對事件的關注。

### 闖澳「試關」
2009年3月6日，香港泛民主派立法會議員召開會議，表示會組織在3月15日前往澳門進行考察，並會和澳門的民間組織進行交流；計劃中也會邀請香港保安局局長李少光以及立法會主席曾鈺成同行前往澳門。
3月12日，公民黨秘書長陳家洛成功入境澳門，事後澳門治安警發言人拒絕回應是否放寬香港人入境澳門的條件，並指出澳門入境部門「聽從上級指示而負責執行職務。」
「試關」當日，何秀蘭、余若薇、陳淑莊、何俊仁、劉慧卿、李卓人、李永達、甘乃威、梁國雄等10名香港立法會議員連同香港泛民主派的曾健成、古思堯、廖成利等一行合共35人在澳門時間約上午10時抵達澳門並成功「試關」，但李卓人、梁國雄、古思堯、曾健成以及以個人身份入境的四五行動成員雷玉蓮均以干犯《內部保安綱要法》遣返香港。被拒入境的梁國雄返回香港後表示澳門當局的做法是侮辱香港政府、侮辱香港人，並要求香港政府向澳門政府作出交涉。治安警察局副警務總監李小平在中午發出的新聞稿表示當局是依法拒絕不合資格人士入境澳門以確保社會安定；而香港特區政府發言人表示關注事件並表示向澳門當局了解及表達關注。

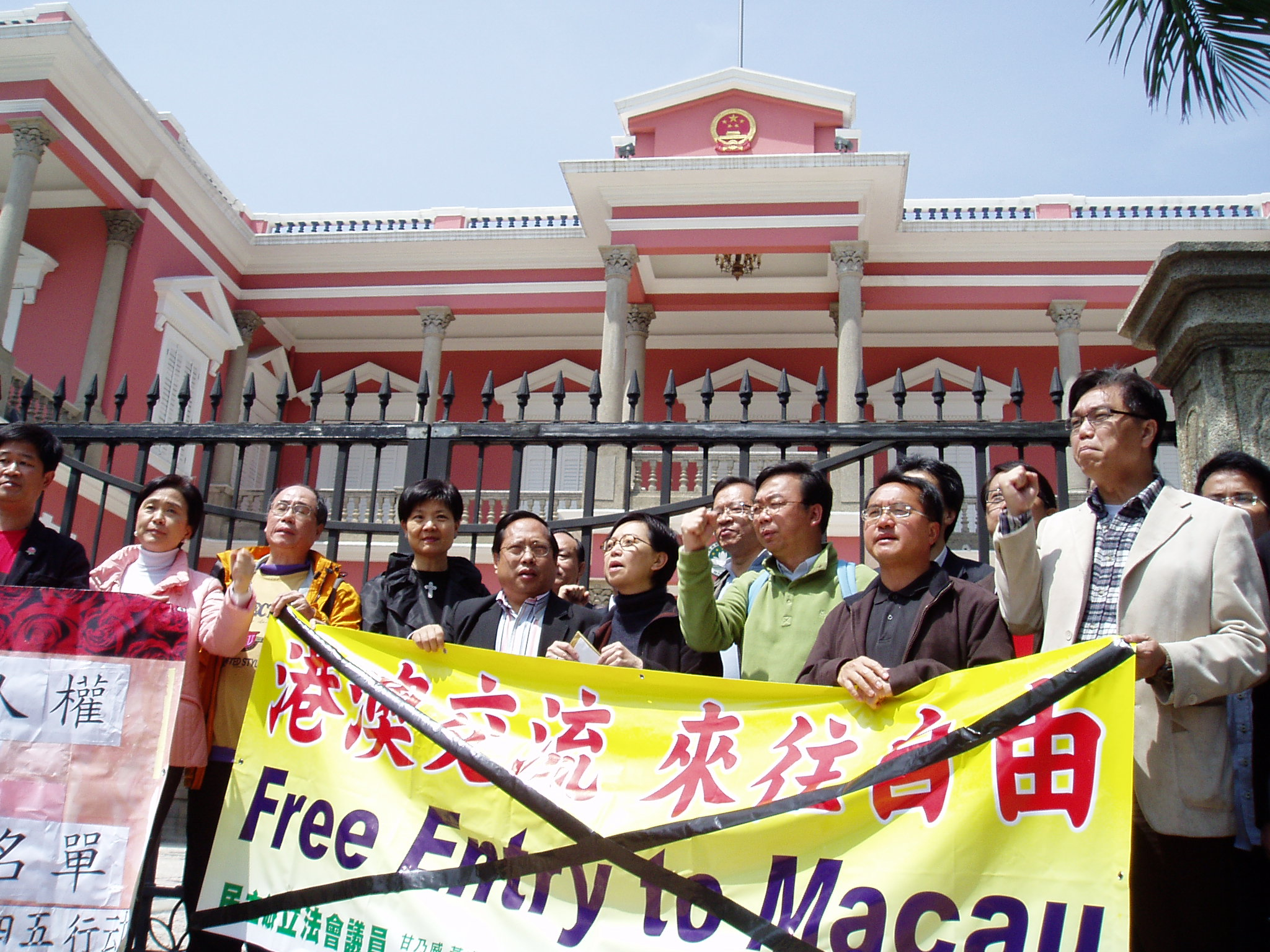
成功「試關」的泛民成員在澳門政府總部前抗議不滿有成員被澳門拒絕入境

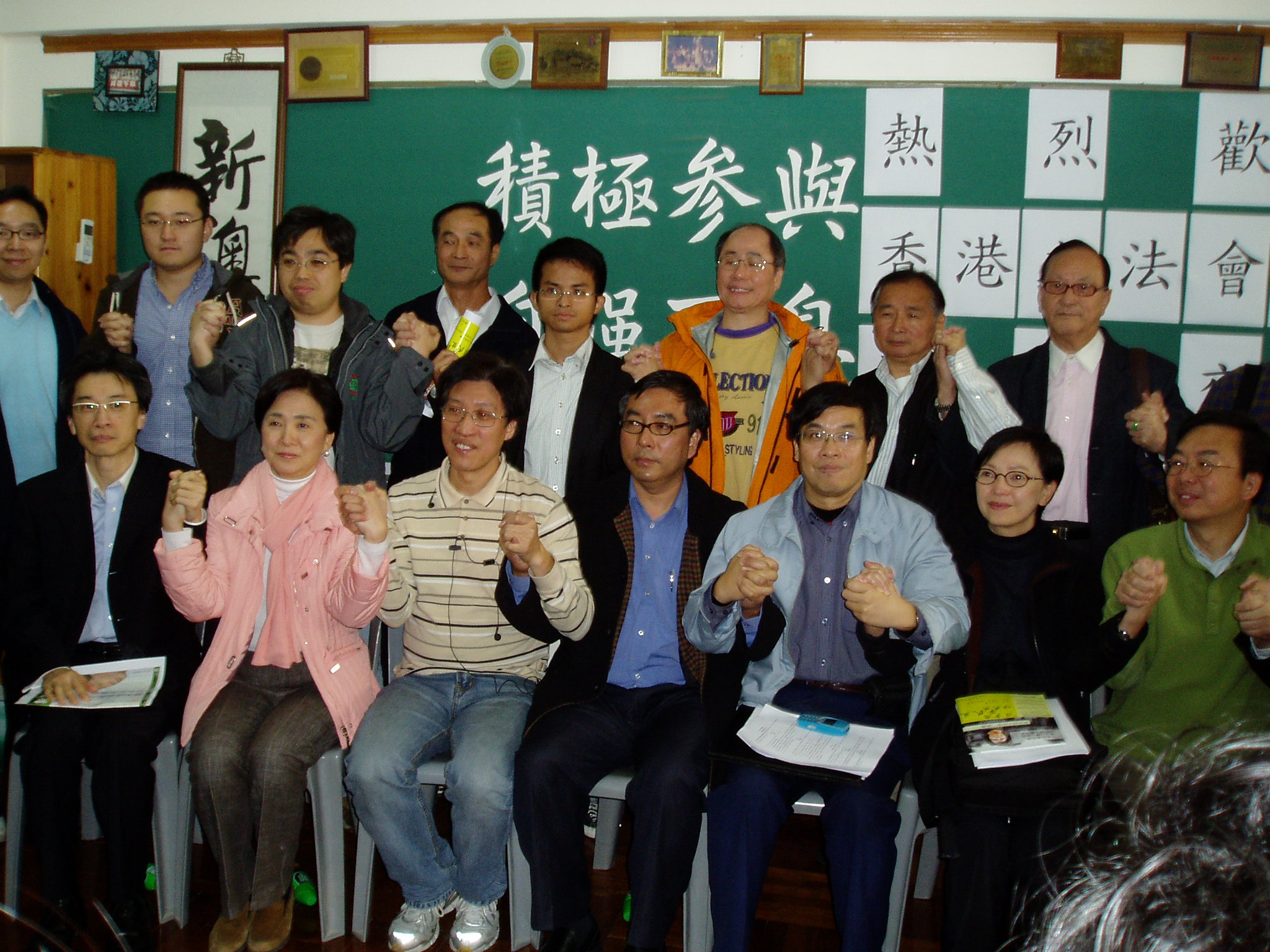
泛民成員在新澳門學社交流後合照

另一方面，成功「試關」的泛民主派成員一行不滿澳門當局對有關成員不被入境而要求即時約見出入境事務處官員回應事件，惟等候約半小時後仍未獲得有關官員會晤，因此在中午前往澳門特區政府總部抗議並遞交抗議信；他們表示澳門政府雖然讓他們大部分成員入境，但澳門政府仍然存在政治審查的基調以及嚴重影響港澳地區之間的自由交流。請願後，一批成員在請願後返回香港；另一批則到新澳門學社進行交流研討會及遊覽後返回香港。

### 「試關」後
由於在「試關」時有五名香港泛民主派人士未能入境澳門，因此泛民議員在3月20日去信香港行政長官曾蔭權要求當局確保他們可以自由入境澳門。曾經試關的立法會保安事務委員會副主席、民主黨的涂謹申在3月22日的一個論壇上表示，擔心被拒入境的港人日後向其他國家申請旅遊簽證時，填寫曾因該《內部保安綱要法》被澳門拒絕入境，將會影響這些人士獲得簽證的機會。
另一方面，立法會保安事務委員會在4月7日，討論港澳居民來往兩地的出入境便利措施，並邀請澳門立法會議員出席已會議發表意見。不過對方初步的回覆不能出席會議。澳門立會議員區錦新則指出，香港致函澳門立法會邀請澳門立法議員參與討論，是港澳友好互動的一件好事情，也體現港澳回歸後之兄弟關係。不過，香港立法會以一個事務委員會的秘書，致函澳門立法會秘書長，表達邀請禮節上容有不周。

## 歷年港人被拒入境澳門事件

### 無政黨背景社工被拒入境
2010年10月1日，關注綜援檢討聯盟女成員楊佩艮，計劃與家人前往澳門旅遊並即日返回香港，當到達澳門後，被當局拒絕入境。

### 大埔區議員被拒入境
大埔區議員任啟邦2012年11月17日前往澳門，被當局指「企圖入境從事危害公共安全或秩序之活動」，拒絕讓他入境。

### 2014年
12月，適逢香港雨傘革命結束，同時中共中央總書記、國家主席習近平抵澳出席澳門回歸十五周年慶典。除了社民連梁國雄、人民力量陳偉業等外，部份曾經參與佔領運動的一般市民，以及《蘋果日報》娛樂版記者亦被拒絕入境。甚至有小至一歲、隨父母到澳渡假的嬰孩因與「調查名單」內的姓名相近而同被拒絕入境。
新任保安司司長黃少澤指事件乃治安警「亂中出錯，無心之失」，但堅稱《內部保安綱要法》多年來行之有效，「如果入境者對澳門治安構成威脅，當局會嚴格按照法律來執法。」他又指當局會就相關情報及對治安影響去檢討保安工作。行政長官崔世安事後亦稱，已經看到警方報告，認同政府有做得不足的地方，並表達真的「唔好意思」，需要檢討疏忽或錯漏。

### 2015年
12月20日，劉慧卿與3名朋友欲赴澳門旅遊，但被澳門當局引用《內部保安綱要法》拒絕入境。同日，香港《蘋果日報》記者欲前往澳門採訪海一居業主遊行，但被澳門當局以「對內部保安構成威脅」為由拒絕入境。

### 2016年
9月3日，曾參與雨傘運動的港大評議會署理時事委員會主席黎的琛，今午在其Facebook表示，自己被澳門當局以「對內部保安的穩定構成威脅」為由拒絕其入境。
10月9日，荃灣社區網絡成員林錫添去年出戰區議會選舉，曾與民建聯陳恒鑌對撼，當日他與友人到澳門時被拒入境，他表示今年8月到澳門曾成功入境。
12月31日，前立法會議員馮檢基與太太及兒子，去旅遊澳門時，再次被澳門司警以澳門內部保安的穩定構成威脅為由拒絕入境。因此馮檢基對事件非常憤怒和痛心。

### 2017年
4月16日，公共專業聯盟兼專業議政立法會議員梁繼昌，在與家人旅遊澳門時，被澳門當局以「有強烈迹象顯示對澳門公共秩序或治安構成威脅」為由拒絕入境。
4月30日，民主黨立法會議員尹兆堅，在與友人旅遊澳門時，被澳門當局以「對澳門保安的穩定構成威脅」為由拒絕入境。同日，民主黨黨員柯耀林被指對澳門「內部保安的穩定構成威脅」為由拒絕入境。
5月6日，民主黨區議員區鎮樺帶領街坊到澳門一天遊時被澳門以「對內部保安的穩定構成威脅」為由拒絕入境。同日，新民主同盟區議員關永業及民主黨的職員亦被澳門以同樣理由拒絕入境。
5月8日至5月9日，屯門社區網絡召集人黃丹晴及新退黨同盟副主席許立燊，成功入境澳門後被澳門當局驅逐出境。黃丹晴與友人於5月8日約下午1時進入澳門，晚上7時被澳門警方截查，其後被帶到有組織罪案調查科後，人員問及他認不認識「新澳門學社」副理事長蘇嘉豪、有沒有去過新澳門學社，更指嚇稱：「唔好玩喇，當我哋啲（線）眼死咩。」，黃否認認識「新澳門學社」及「蘇嘉豪」。最後，於5月9日凌晨1時被驅逐出境。許立燊前天（7日）與女友到澳門探望親友並順利入境，但昨日準備出境回港時，許立燊被拘留約1小時多，及後被驅逐出境。
7月15日，公民黨立法會議員郭家麒，在與太太旅遊澳門度蜜月時，被澳門當局以「有強烈迹象顯示對澳門公共秩序或治安構成威脅」為由拒絕入境。
8月26日，澳門以「對內部保安的穩定構成威脅」為由拒絕至少4名探訪颱風天鴿災後情況的記者入境，香港01記者、南華早報記者及兩名蘋果日報記者被澳門政府拒絕入境。另外，寵物資訊網站「毛城城」記者前往澳門採訪颱風後流浪動物的情況，亦被拒入境。
8月29日，香港民主党立法会议员黄碧云准备到澳門大學訪問交流，被澳门治安警察局拒绝入境。黃碧雲指自己任內曾多次赴澳門，不理解為何今次遭遣返。她對此表示強烈抗議，將會去信澳門特首崔世安及港澳辦作出投訴，要求正視問題。
9月3日，香港公民黨區議員余德寶帶領街坊到澳門一天遊時遭澳門以「企圖入境澳門從事危害公共安全或秩序之活動」為由拒絕入境。
9月，共有12名蘋果日報記者被澳門以「對內部保安的穩定構成威脅」為理由拒絕入境採訪2017年澳門立法會選舉。網媒TMHK的一名記者亦被澳門以同樣理由拒絕入境。
10月15日，有曾參與社運的香港居民到澳門聽音樂會時，被澳門扣查近兩小時，並以對「內部保安的穩定構成威脅」為由拒絕入境。
12月4日，有曾被香港警察懷疑藏有旺角騷亂武器而拘捕的人士，在警方撤銷起訴後，入境澳門時被澳門以「對內部保安的穩定構成威脅」為由，拒絕入境。

### 2018年
4月，前香港中文大學學生會「星火」內閣幹事朱喬雋，抵達澳門時被遣返。

### 2019年
雨伞运动学生领袖、香港大学学生会前会长梁丽帼1月16日午间入境澳门时被拒，澳门治安警察局以“有强烈迹象显示她会从事危害澳门公众秩序的活动”为由，将她即时遣返。
5月1日，前學民思潮成員田應亨被拒絕入境澳門，澳門以「從事危害澳門特別行政區公共安全或公共秩序之活動」為理由拒絕入境。
8月11日，新民主同盟區議員陳惠達被澳門以「從事危害澳門特別行政區公共安全或公共秩序之活動」為理由拒絕入境。同月14日，任亮憲入境澳门时被拒，澳門以「從事危害澳門特別行政區公共安全或公共秩序之活動」為理由拒絕入境。
9月18日，守護孩子社工葉子揚被拒絕入境澳門。而在同月，人民力量前主席劉嘉鴻、前香港立法會議員何俊仁和一名社工和一名曾任職蘋果日報的前馬經記者也先後被拒絕入境澳門。
10月10日，民主黨成員游月華被拒絕入境澳門。
11月26日，候任九龍城區議會議員、律師黃國桐被拒絕入境澳門。同月，一名香港理工大學衝突留守者被捕後，被拒入境澳門。
12月，澳門回歸20周年前夕，多名原本獲澳門批准採訪的記者被拒入境。

### 2023年
1月11日，外號「光仔仔」的網民曾慶光被拒入境澳門。曾慶光曾多次在Facebook發表政治貼文。
3月5日，前油尖旺區區議員朱江瑋被拒入境澳門，原因是「意圖從事破壞澳門秩序的活動」。

### 2024年
6月15日，資深傳媒人、香港中文大學新聞與傳播學院高級講師譚蕙芸當天早上被澳門以「從事危害公共安全或公共秩序之活動」被拒入境，她原應澳門傳媒工作者協會邀請，出席業界培訓活動「人物專訪工作坊」，惟她去年曾順利入境澳門。

## 各方回應

### 香港
3月3日，立法會內務委員會主席劉健儀表示不希望事件會影響港澳之間的學術和文化交流。而香港行政會議召集人梁振英在翌日表示每個地方都有其入境政策及限制，因此不作評論。
3月15日，香港立法會主席曾鈺成表示澳門政府應該盡快改變現時的入境限制，並容許港人進入澳門作正常交流。翌日，香港前政務司司長陳方安生表示澳門當局的做法只會增加香港人入境澳門的疑慮以及希望香港政府促請澳門政府恢復出入境自由的政策。

### 澳門
據3月23日的《新報》報導，澳門特首何厚鏵在「試關」後已即時跟進事件，在3月17日邀請本港三名與泛民有溝通的知名人士赴澳聚會，其中包括時事評論員李鵬飛。據知，何厚鏵就未來處理泛民成員入境情況，諮詢不同界別意見，並會參考民意作決定。李並未否認赴澳一事，但表示並不是談泛民試關問題。
3月4日，澳區全國政協常委何鴻燊接受傳媒訪問時表示澳門政府「做得非常對」，並認為有關人士都是「滋事分子」。
3月8日，澳區全國人大代表林笑雲表示事件不會影響港澳之間的合作並認為事件「不是那麼大件事」。3月11日，澳門基本法推廣協會副理事長楊允中認為事件反映出政府在個別環節的施政能力、施政理念確有進一步提升的空間，治安警的做法有點「過了點」。不過他認為事件與基本法23條立法無關。他強調事件只是個別，各界應有清晰認識，香港亦不宜炒作，無限擴大。
2009年3月15日，澳門中華教育會副理事長高錦輝對於部分香港民主派試關失敗認為澳門政府有其入境規則，並認為事件不會港澳居民引起矛盾及影響彼此交流。及至3月19日，多名澳門立法會議員在議程前發言時紛紛表示支持當局決定，並批評香港泛民主派人士破壞澳門社會秩序及公眾安寧，相信絕大多數澳門居民不會認同。陳明金認為極少數香港人企圖干預澳門內部事務的舉動愈來愈明顯；崔世昌連同楊道匡在聯合發言中認為，澳門政府依法限制極少數人入境，是有力保障本澳社會秩序和公眾安寧的举措；而徐偉坤在發言中批評接待香港泛民主派人士團體，是聯合「外人」踐踏澳門法律及尊嚴。翌日，澳門中華總商會發出新聞稿引述副理事長黃國勝認為警方依法管理出入境事務並拒絕多名香港人士入境是有理有據，因此值得澳門市民支持；他又指出任何人以任何手段影響澳門社會秩序和安寧、破壞澳門的好客風尚和旅遊城市形象，澳門市民絕不歡迎，也絕對不能得逞。他也奉勸本澳一些別有用心的人士不要再做傷害澳門人感情的事，要好自為之。澳門中華學生聯合總會的聲明指，不論示威目的是甚麼，該批香港人都已經做出了不符合旅客身份的活動，應予譴責，又強調任何人為求一己私利或為了達到不可告人的目的而破壞澳門社會安寧與穩定，都必然會受到全體澳門居民的反對。
新澳門學社曾經到澳門檢察院、廉政公署和警察總局警察監事會反映意見，認為警方濫權，又致函澳門行政長官及治安警察局代局長促請不要拒絕香港人入境，否則會影響澳門形象；另一方面要求澳門政府解釋有關被拒入境原因。對於部分香港民主派人士「試關」失敗，吳國昌議員就事件批評澳門當局做法並表示是政治審查；而另一名議員區錦新認為事件會影響澳門作為旅遊城市的形象。面對澳門部分社會人士的指責，區認為警方的行為，不能以「每個地區都有自己的入境政策」來輕輕解脫，因為這涉及到嚴肅的法治精神。作為議員當然有責任督促政府糾正這種隨意破壞法治的行為。而因為警方採取此一依法無據的措施下而導致港澳關係有點緊張的時刻，澳門居民實應不卑不亢，切不可為某些政客或別有用心者為求讓澳門警方的濫權行為合理化而散播毒化港澳關係的言論，煽動仇港情緒所愚弄。
而兩位議員亦力爭雙邊出入境的對等。3月24日，吳國昌在立法會議程前發言中，質疑所有由澳門往香港的人士都被徵收離境費是違法的，促請特區政府立即檢討和停止徵收。他指出曾於2008年8月為此提出書面質詢。今年3月，財政局局長正式回覆，聲稱基於澳葡時代狹義理解中華人民共和國地域範圍的原意，故繼續徵收，並且附加解釋，聲稱為了「不斷投資於客運軟硬件設施，提升接待能力」，故此需要收費。他認為，特區政府這種見小利而忘大義的立場，絕對不能接受。他質疑特區政府，「如果不是蓄意造反，分裂國家，怎麼可能到今時今日在具體執法上還要認同和引用十六年前澳葡政府把香港視為中華人民共和國之外的地方的『原意』」？
泛民成員「試關」，大批傳媒在出入境禁區爭相拍照，又有人高叫口號，惹起部分旅客及導遊不滿，令現場造成混亂，滋擾旅客。有剛入境的旅客不知事件被嚇至失色，左閃右避。有中國旅客表示，不明白他們為甚麼說澳門不自由，卻可以在禁區拍攝，拉橫額抗議，其實別的地區及國家都不可以。

### 澳門居民對事件看法
香港民主派成員「試關」，澳門立法會民主派議員區錦新指出，有澳門居民認為有關人士「抵死」。
這源於過去港澳之間的出入境待遇，香港政府對澳門居民一向不公平，入境待遇未能與香港居民入境澳門看齊，包括澳門居民到香港除手持身分證，還要在澳門預先取得特定入境表填寫；香港居民在澳門可逗留足足一年，但澳門居民到香港則只可最多逗留七天；更試過有澳門居民忘記填寫入境表而被搜身。
在2009年3月16日至19日，多名澳門市民致電澳門電台鋒煙節目《澳門講場》批評香港立法會議員來澳「闖關」是搗亂行為，亦有指香港立法會議員來澳違背澳門純樸的民風，更批評香港立法會議員企圖「港人治澳」。同時讚揚澳門治安警察局把關做得很好。
另外，公民黨號召香港居民向澳門治安警察局出入境事務廳一人一電郵表達訴求，被指會影響出入境事務廳的日常運作，如有身在海外澳門人有突發事件發生，會影響求助，批評有關做法可恥。

## 對澳門居民的做法
澳門出生、曾經公開反對香港特別行政區基本法第二十三條立法的香港學者葉蔭聰在2008年12月20日離開澳門返港時，便曾遭邊境人員刁難；後來，葉再回澳門探親離境時，又被相關人員叫停。對於部份社會人士，警方也會另外登記其姓名。

## 澳門居民被香港拒絕入境
2017年6月，中共中央總書記、國家主席、中央軍委主席習近平視察香港，出席慶祝香港回歸二十周年。期間包括新澳門學社理事長鄭明軒在內的至少五名澳門社運人士及前社運人士被香港當局拒入境。

## 外部連結
- 有線電視，交流團與澳門政團談廿三條[]，2009年3月15日，（中文）
- 《內部保安綱要法》（页面存档备份，存于）